# Степаненко, Александр Трофимович
Александр Трофимович Степаненко (1907, Сосница, Сосницкий уезд, Черниговская губерния, Российская империя — 1975, Горловка, Донецкая область) — советский промышленный деятель, шахтер.

## Биография
Родился в 1907 году в деревне Сосницы на Черниговщине. Батрачил.
В 1925 году вступил в комсомол. По комсомольской путевке поехал в Харьков на тракторостроительный завод. Учился на курсах Центрального института труда.
С 1930 года работает в Донбассе. Учился у знаменитого шахтера Никиты Изотова.
Проходил срочную службу на флоте. Установил рекорд добычи угля, добыв за смену 552 тонны угля, перекрыв достижение Алексея Стаханова и Никифора Изотова.
С 1938 года — депутат Верховного Совета Украинской ССР 1-го созыва. В годы Великой Отечественной войны работал парторгом ЦК ВКП(б) на Кузбассе. Впоследствии занимал ряд других руководящих должностей. Вернувшись в города Горловки, до последних дней жил в нем.
В 1975 году умер в Горловке. В Горловке Степаненко стал почетным гражданином, и это высокое звание носил с гордостью.

## Награды и звания
Награжден орденом Ленина, двумя орденами Трудового Красного Знамени, орденом Октябрьской Революции, медалями и знаками «Шахтерская Слава» всех трех степеней.